# Santé et nutrition infantiles en Afrique

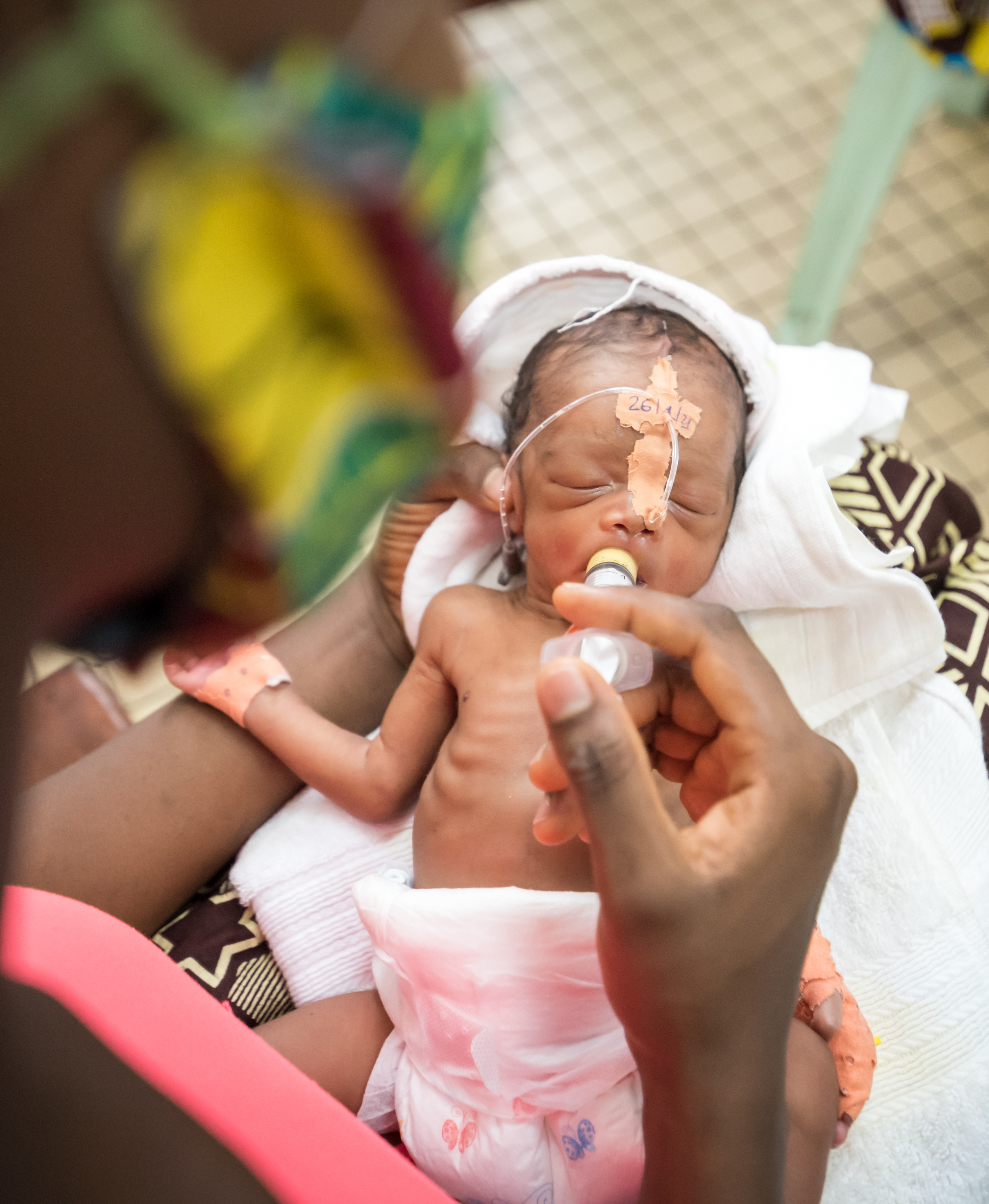
Nutrition d'un bébé prématuré au Cameroun

La santé et la nutrition infantiles en Afrique constituent des objets d'étude particulièrement importants dans la mesure où la mortalité des jeunes enfants de ce continent est élevée en comparaison d'autres régions du monde. 

## Ampleur et gravité de la situation sanitaire et nutritionnelle des enfants en Afrique
Partout dans le monde, des progrès importants ont été accomplis pour réduire la mortalité infantile. Le nombre de décès d’enfants de moins de 5 ans a diminué au niveau mondial, tombant de près de 12 millions en 1990 à 6,9 millions en 2011. Le taux mondial de mortalité des enfants de moins de 5 ans a, quant à lui, chuté de 41 % depuis 1990, passant de 87 à 51 décès pour 1 000 naissances vivantes entre 1990 et 2011. Les principales causes de décès chez les enfants de moins de 5 ans sont la pneumonie (18 %), les complications lors d’une naissance prématurée (14 %), la diarrhée (11 %), les complications pendant l’accouchement (9 %) et le paludisme (7 %). Globalement, plus d’un tiers des décès d’enfants de moins de 5 ans est imputable à la sous-nutrition.
L’Afrique a également enregistré des progrès au cours des dernières décennies. En Afrique subsaharienne, la diminution du taux de mortalité des enfants de moins de 5 ans a été plus rapide que dans d’autres régions, le rythme annuel de baisse ayant doublé entre 1990-2000 et 2000-2011. Les chiffres de la mortalité infantile n’en sont pas moins extrêmement préoccupants dans la région. L’Afrique subsaharienne représente, à elle seule, 3 370 000 décès d’enfants de moins de 5 ans en 2011, ce qui correspond au décès de 9 000 enfants par jour, soit 6 enfants par minute. Sur 3 millions de décès néonatals dans le monde, environ 1,1 million d’entre eux surviennent en Afrique subsaharienne. Les taux de mortalité infantile sont les plus élevés en Afrique subsaharienne, où 1 enfant sur 9 meurt avant l’âge de 5 ans, contre 1 enfant sur 16 en Asie du Sud.

## Carences en nutriments et micronutriments essentiels
La carence en vitamine A, élément crucial pour le bon fonctionnement du système visuel et la préservation des défenses immunitaires, demeure un problème de santé publique. Selon les estimations, entre 250 000 et 500 000 enfants perdent la vue chaque année à cause d’une carence en vitamine A, et la moitié d’entre eux décèdent dans les 12 mois suivant le début de leur cécité. Au niveau mondial, la carence en vitamine A est à l’origine de 350 millions de cas de cécité et de 670 000 décès. Sur le seul continent africain, elle est responsable de 23 % des décès infantiles. En 2009, la prévalence d’une faible concentration sérique en rétinol, associée à une carence en vitamine A, était de 37,7 % en Éthiopie, de 49 % au Congo et de 42 % à Madagascar. Les causes directes de cette carence sont le faible taux de consommation d’aliments d’origine animale, la biodisponibilité limitée de la vitamine A dans les régimes à base de céréales, la consommation de feuilles vertes à teneur réduite en lipides et les besoins accrus de l’organisme en vitamine A pour lutter contre les infections qui touchent fréquemment les enfants africains.
Tout aussi alarmants, les niveaux de carence en zinc ont des effets extrêmement préjudiciables sur la croissance, le risque et la gravité des infections, de même que sur la fonction immunitaire. Bien que l’on en connaisse mal la prévalence réelle, la carence en zinc est reconnue comme étant l’un des principaux facteurs de risque de morbidité et de mortalité. Elle est responsable de plus de 450 000 décès d’enfants de moins de 5 ans chaque année, notamment en Afrique subsaharienne. En 2004, elle touchait 57 % des enfants de moins de 5 ans au Sénégal, 72 % au Burkina Faso et 41,5 % au Nigeria. Les principales causes de cette carence chez les enfants sont l’absence d’aliments riches en zinc facilement assimilables (tels que viande, volaille et poisson) et la consommation excessive d’aliments qui inhibent l’absorption de zinc, comme les céréales, les racines et les tubercules qui sont des produits de consommation courante en Afrique.
Par ailleurs, un apport insuffisant en iode entrave la synthèse des hormones thyroïdiennes, qui sont d’une importance capitale pour le développement normal et le bon fonctionnement du cerveau et du système nerveux, ainsi que pour la conservation de la chaleur et de l’énergie corporelles. La carence en iode est à l’origine du goitre endémique et du crétinisme, mais aussi du retard de développement mental et physique. Dans le monde, 1,6 million de personnes présentent un risque de troubles liés à une carence en iode, et 50 millions d’enfants sont touchés. Chaque année, près de 100 000 enfants naissent avec un retard mental, pour la plupart en Afrique. Les causes en sont une consommation insuffisante d’aliments fortement iodés (par exemple, les aliments provenant de la mer) et une consommation excessive d’aliments goitrigènes, en particulier le manioc amer, qui est un aliment de base en Afrique centrale.
L’anémie, dont la prévalence est assez élevée en Afrique, surtout chez les jeunes enfants, est due principalement à un régime alimentaire pauvre en produits d’origine animale et riche en céréales à forte teneur en fibres, tanins et phytates qui inhibent l’absorption de fer. En 2006, environ 67,6 % d’enfants de moins de 5 ans et, au total, 83,5 millions d’enfants souffraient d’anémie. En raison de ses effets sur le métabolisme, comme le transport de l’oxygène, le métabolisme oxydatif et la croissance cellulaire, la carence en fer entraîne également un retard de la croissance et du développement. Elle altère la réponse immunitaire et amoindrit la résistance aux infections, ralentit le développement moteur et diminue la capacité de concentration (altération des fonctions cognitives et comportementales). Ainsi, en Afrique, elle empêche 40 à 60 % d’enfants de développer tout leur potentiel de capacités mentales. De surcroît, parmi les 26 risques pour la santé recensés par l’étude de l’OMS sur la charge mondiale de morbidité, la carence en fer se classe au neuvième rang en termes d’années de vie perdues.

## Interventions préventives

### Allaitement
Le lait maternel est l’aliment naturel idéal pour assurer une croissance optimale et un bon développement psychomoteur. En plus des riches nutriments et des facteurs de protection qu’il apporte, sa spécificité biologique (cinétique de modification de sa composition pendant la lactation) et son incidence sur le lien mère-enfant jouent, en effet, un grand rôle. Ces avantages majeurs permettent de réduire de 13 % le taux de mortalité infantile dans des régions où plus de 80 % des femmes pratiquent l’allaitement exclusif,,.

### Alimentation complémentaire
Les enfants sous-alimentés présentent une moindre résistance aux infections et un risque accru de succomber aux maladies courantes de l’enfance, comme les diarrhées, les infections respiratoires, les maladies chroniques et les problèmes de croissance, qui s’accompagnent souvent d’atteintes irréversibles à leur développement cognitif et social. Pour les générations actuelles et futures, une bonne alimentation est la pierre angulaire de la survie, de la santé et du développement. Bien nourris, les enfants peuvent s’engager dans les meilleures conditions sur la voie du développement (tant physique que mental), ont une meilleure scolarité, jouissent d’une meilleure santé à l’âge adulte et sont capables de donner à leurs propres enfants un meilleur départ dans la vie. L’alimentation complémentaire, lorsqu’elle est correctement mise en œuvre, contribue à réduire de 6 % le taux de mortalité des enfants de moins de 5 ans,,.

### Moustiquaires imprégnées d’insecticides longue durée
Une stratégie essentielle pour faire reculer le paludisme en Afrique est l’utilisation, à titre préventif, de moustiquaires traitées aux insecticides. Selon des estimations modélisées élaborées à partir du nombre de moustiquaires imprégnées fournies par les fabricants, du nombre de moustiquaires distribuées dans le cadre de programmes nationaux de lutte contre le paludisme et de résultats d’enquêtes réalisées auprès des ménages, le pourcentage de foyers disposant d’au moins une moustiquaire imprégnée en Afrique subsaharienne a progressé de 3 % à 50 % entre 2000 et 2011. Des taux de couverture supérieurs à 80 % peuvent réduire de 7 % le taux de mortalité infantile en Afrique,,.

### Vaccination contre le Haemophilus influenzae de type B (Hib)
Les infections à Hib, les méningites et les infections respiratoires sont fréquentes et graves au regard des taux de mortalité élevés et des conséquences potentielles, notamment des séquelles neurosensorielles, qu’elles entraînent. La vaccination permet de prévenir ces infections et de réduire la mortalité infantile de 4 %. Le vaccin contre le Hib fait partie du Programme élargi de vaccination (PEV), au même titre que les vaccins contre la tuberculose, la poliomyélite, la diphtérie, le tétanos, l’hépatite B, la rougeole et la fièvre jaune. Le programme PEV est un élément clé de l’action de prévention visant à réduire la morbidité et la mortalité infantiles. Il constitue, avec le suivi et la promotion de la croissance, un pilier essentiel de la santé de l’enfant et de son développement ,,.

### Prévention de la transmission mère-enfant du VIH
La prévalence du VIH dans certains pays d’Afrique orientale et australe, qui atteint 25%, est alarmante. Les pays africains affichant une prévalence du VIH chez l’adulte supérieure à 20 % en 2011 sont le Botswana (23,4 %), le Lesotho (23,3 %) et le Swaziland (26 %). Le nombre annuel de nouvelles infections par le VIH continue à diminuer dans le monde, bien qu’il y ait des écarts considérables entre les régions. En Afrique subsaharienne, où vit la majorité des personnes nouvellement infectées par le VIH, on estime que 1,9 million (1 700 000 – 2 100 000) de personnes ont été infectées en 2010. Selon les estimations, ce chiffre représente une diminution de 16 % par rapport au nombre de personnes nouvellement infectées par le VIH en 2001, qui s’élevait à 2,2 millions (2 100 000-2 400 000), et de 27 % par rapport au nombre de personnes nouvellement infectées entre 1996 et 1998, période où l’incidence de l’infection par le VIH a atteint un maximum dans cette région.
La grande majorité des enfants est infectée par le VIH avant la naissance, au cours de la grossesse, au moment de l’accouchement ou pendant l’allaitement au sein (si leur mère est séropositive). La progression du VIH et du sida est particulièrement fulgurante chez l’enfant. S’il ne reçoit pas de soins ni de traitement, le virus se multiplie et détruit son système immunitaire, affaiblissant alors sa résistance à des infections comme la pneumonie et d’autres maladies infantiles courantes. Près de la moitié des enfants infectés par leur mère meurent avant l’âge de 2 ans. Grâce à la baisse du prix des médicaments, au renforcement de la sensibilisation, à l’introduction de combinaisons à doses fixes de traitement antirétroviral (ARV) et à la meilleure fiabilité des besoins prévisionnels en traitement antirétroviral pédiatrique, plusieurs pays ont pu en assurer la distribution pour les enfants, mais le taux de couverture demeure extrêmement faible en Afrique.

### Compléments en zinc
On ne saurait sous-estimer le rôle du zinc dans le renforcement des défenses immunitaires et, dans les régions où des programmes efficaces d’apports complémentaires en prévention ont été menées, particulièrement en Afrique, le taux de mortalité infantile a baissé de 4 %,,.

### Compléments en vitamine A
Les compléments en vitamine A administrés deux fois par an peuvent aider à réduire de 23 % la mortalité des jeunes enfants.

## Interventions curatives

### Solutions de réhydratation orale
La réhydratation par voie orale est considérée comme l’une des révolutions majeures qui ont permis d’améliorer la santé infantile et le traitement des diarrhées. Grâce aux nouveaux solutés de réhydratation orale contenant du zinc, il a été possible de réduire de 15 % la mortalité infantile,,.

### Antibiotiques contre la pneumonie
La plus grande facilité d’accès aux antibiotiques pour soigner la pneumonie, en particulier dans les régions éloignées et parmi les populations pauvres, a contribué à réduire de 6 % le taux de mortalité infantile.
D’autres interventions curatives peuvent réduire la mortalité infantile, comme les antibiotiques pour traiter la septicémie (6 %), les polythérapies à base d’artémisinine pour traiter le paludisme (5 %) et les antibiotiques pour traiter la dysenterie (2 %).
Ces interventions ont des effets très salutaires sur la santé et le développement de l’enfant. Pourtant, les taux de couverture restent faibles pour de multiples raisons : sous-développement et pauvreté, qualité médiocre des systèmes de soins et accès limité aux services de santé (moins de 40 % dans la majorité des pays africains), manque de ressources humaines qualifiées résultant en partie de la fuite des cerveaux vers les pays occidentaux et les pays arabes, pénurie de matériel, irrégularités, voire ruptures, d’approvisionnement en médicaments et en produits de base, programme de promotion de la santé mal structuré et largement inopérant, et maigres budgets de la santé (inférieurs aux 15 % recommandés par l’OMS pour la plupart des pays africains), s’ajoutant à une gouvernance financière souvent peu orthodoxe.

## Principales stratégies
Les stratégies exposées ci-après reflètent les recommandations de l’OMS et ont été adoptées par tous les pays africains dans l’optique de mener une lutte plus audacieuse contre les graves problèmes de santé infantile. Leurs points forts résident dans la complémentarité des composantes intégrées dans les stratégies, leur efficacité pour réduire la mortalité et la morbidité infantiles, et les effets positifs à long terme qu’elles produisent chez les enfants, notamment sur leur réussite scolaire, leur bien-être et leurs chances dans la vie. Ces stratégies apportent un rendement immédiat tout en ayant une incidence considérable sur l’avenir.

### Prise en charge intégrée des maladies de l’enfant (PCIME)
La stratégie de Prise en charge intégrée des maladies de l’enfant (PCIME) intègre plusieurs programmes axés sur la survie des enfants de moins de 5 ans, dans le but d’améliorer les pratiques susceptibles d’avoir le maximum d’effet sur leur santé, leur croissance et leur développement. Elle va dans le sens de la stratégie globale de l’OMD 4 (réduction de la mortalité infantile) et des recommandations formulées par l’OMS et l’UNICEF, en particulier pour les pays où le taux de mortalité infantile est élevé. C’est une stratégie simple et, d’après la Banque mondiale, rentable. Elle a pour objet de s’attaquer aux principales causes de la mortalité infantile dans des contextes caractérisés par (1) une couverture sanitaire réduite, avec peu ou pas d’accès à des appareils de diagnostic et au traitement, (2) un faible niveau de surveillance sanitaire et (3) une coordination réduite entre les établissements de soins de santé et les communautés. La PCIME comporte trois volets : (1) améliorer les compétences des personnels de santé, (2) renforcer le système de soins et (3) améliorer les pratiques familiales et communautaires.

### Soins obstétricaux et néonatals d’urgence (SONU)
La mortalité maternelle et néonatale sur le continent africain représente plus de la moitié (51 %) du nombre total de décès maternels dans le monde, avec un taux de mortalité néonatale voisin de 40 %. La mise en œuvre adéquate de stratégies visant à garantir la qualité des soins dispensés à la naissance et des services de soins obstétricaux et néonatals d’urgence permettrait de prévenir les causes de ces décès ou de les éviter. Avec l’aide de l’OMS, de l’UNICEF, de l’UNFPA et de la Banque mondiale, plusieurs pays africains ont établi des feuilles de route pour accélérer la réduction de la mortalité maternelle et néonatale, en améliorant les compétences des prestataires, en normalisant les protocoles de traitement et en élaborant des critères de qualité des soins obstétricaux et néonatals d’urgence,.
Si des interventions et des stratégies efficaces existent pour améliorer l’état sanitaire et nutritionnel des jeunes enfants, les moyens financiers nécessaires pour les mettre en œuvre en Afrique font défaut. Il est essentiel que les gouvernements africains, leurs partenaires nationaux (secteur privé et société civile) et leurs partenaires extérieurs (coopération bilatérale et multilatérale) redoublent d’efforts pour mobiliser des ressources en faveur du développement de la petite enfance. Une attention prioritaire devrait être portée à une gouvernance optimale des ressources financières, en définissant des règles de gestion transparentes et en mettant particulièrement l’accent sur un accès aux soins équitable et garanti pour les pauvres,.

## Droit à la santé
Le droit à la santé et à une alimentation suffisante et nutritive est un droit fondamental de l’être humain mondialement reconnu, qui est protégé par des conventions et des traités internationaux relatifs au droit à la vie, et inscrit dans des chartes, des stratégies et des déclarations. Les Objectifs 1, 4, 5 et 6 du Millénaire pour le développement (OMD) mettent respectivement en lumière le rôle particulièrement important de la pauvreté, de la faim, de la mortalité infantile, de la santé maternelle et de l’éradication du VIH et du sida, du paludisme, de la tuberculose et d’autres maladies dans la santé de l’enfant.

## Sources
- Cet article est partiellement ou en totalité issu de la page « Les preuves sont là: il faut investir dans l'éducation et la protection de la petite enfance; état des lieux dans le monde » de UNESCO, le texte ayant été placé par l’auteur ou le responsable de publication sous la CC BY-SA 3.0 IGO